# Jozef Franzen
RNDr. Jozef Franzen (* 6. únor 1946, Handlová) je slovenský šachový mezinárodní mistr v praktickém šachu a šachový velmistr v korespondenčním šachu.
V letech 1978 a 1980 získal titul Mistra Bratislavy, v roce 1978 navíc i titul Mistra Slovenska. Největších úspěchů však dosáhl v korespondenčním šachu. V 12. ročníku mistrovství světa, který se konal v letech 1984-1991, obsadil 2. místo a stal se tak vicemistrem světa. Po rozšíření počítačů však tento druh šachu přestal provozovat a vrátil se k praktické hře, kde ještě stačil překonat rating ELO 2400.
Pochází ze slovenské obce Handlová, jeho kořeny však sahají až do oblasti Skandinávie. Profesí je geolog. Působil jako ředitel sekce geologie a přírodních zdrojů Ministerstva životního prostředí. Věnoval se i průkumu zásob nerostných surovin na mořském dně. Je dvakrát rozvedený, má tři děti.